# Meteorus tongmuensis
Meteorus tongmuensis är en stekelart som beskrevs av Chen och Wu 2000. Meteorus tongmuensis ingår i släktet Meteorus och familjen bracksteklar. Inga underarter finns listade i Catalogue of Life.